# Warthausen
Warthausen – miejscowość i gmina w Niemczech, w kraju związkowym Badenia-Wirtembergia, w rejencji Tybinga, w regionie Donau-Iller, w powiecie Biberach, wchodzi w skład wspólnoty administracyjnej Biberach an der Riß. Leży w Górnej Szwabii, nad rzeką Riß, ok. 2 km na północ od Biberach an der Riß, przy drodze krajowej B465.
Tu bierze swój początek linia kolei wąskotorowej pociągów retro do Ochsenhausen.

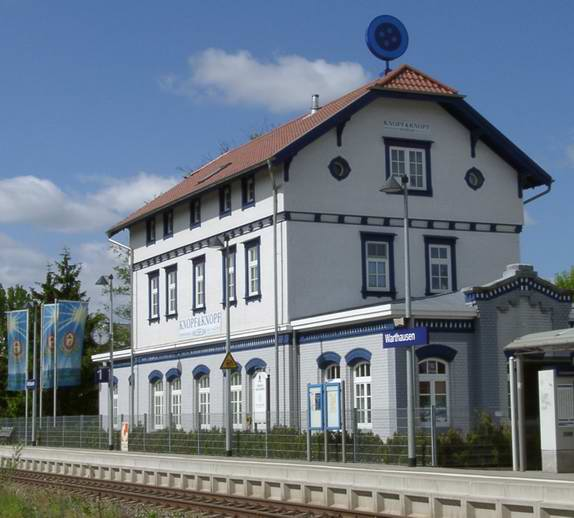
Muzeum guzików (Knopf-Museum)

## Zabytki
- Muzeum Guzików (Knopf-Museum)
- zamek Warthausen
- kolej retro do Ochsenhausen

## Współpraca

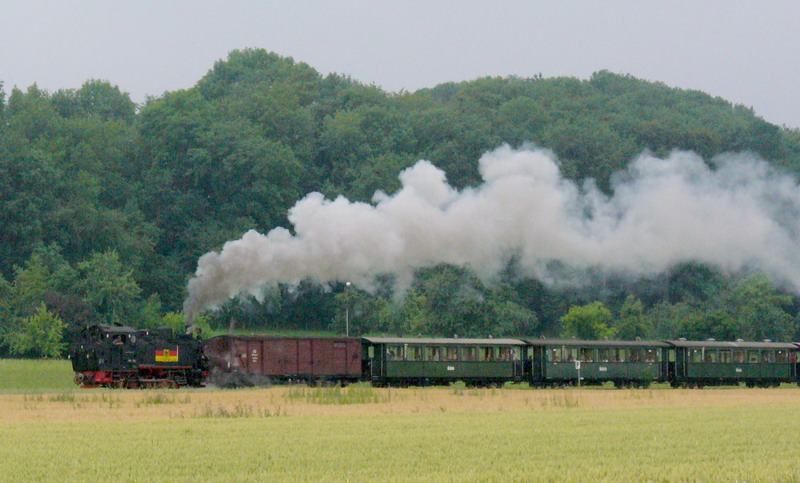
Pociąg do Ochsenhausen

Miejscowość partnerska:
- Waldenburg, Saksonia